# چمبورد، کبک
چمبورد (به فرانسوی: Chambord) شهری در منطقه شهری لو دومن-دو-روآ ناحیه سگونه-لاک-سن-ژان در استان کبک کانادا است. در سرشماری سال ۲۰۱۱ این شهر ۱٬۷۲۲ نفر جمعیت داشته‌است و مساحت آن ۱۵۷٫۰۳ کیلومتر مربع است.